# Філіп Панак
Філіп Паняк (чеськ. Filip Panák, нар. 2 листопада 1995, Прага, Чехія) — чеський футболіст, центральний захисник клубу «Спарта» (Прага).

## Клубна кар'єра
Філіп Паняк є вихованцем клубу «Карвіна». У серпні 2014 року він дебютував на дорослому рівні у турнірі Другої ліги чемпіонату Чехії. За результатами сезону 2015/16 Паняк разом з клубом підвищився у класі і 30 липня 2016 року дебютував у чеській Гамбрінус лізі.
У лютому 2019 року Паняк приєднався до столичної «Спарти».

## Збірна
У 2017 році Філіп Паняк провів два матчі у складі молодіжної збірної Чехії, де забив один гол.

## Титули і досягнення
- Чемпіон Чехії (2):

«Спарта»: 2022–23, 2023–24
- Володар Кубка Чехії (1):

«Спарта»: 2023–24